# ナザリオ・サウロ (サウロ級潜水艦)
ナザリオ・サウロ（イタリア語：Nazario Sauro, S 518）は、イタリア海軍のサウロ級潜水艦1番艦でサウロ級第1シリーズに分類される。艦名は第一次世界大戦期に活躍した潜水艦艦長ナザリオ・サウロに由来する。

## 艦歴
「ナザリオ・サウロ」は、イタルカンティエリモンファルコーネ造船所で建造され1974年6月27日に起工、1976年10月1日に進水、1980年2月12日に就役する。
1990年代前半期に近代化改修工事を受け、電池、補機の一部更新と、居住区の改良が行なわれた。
2002年5月1日に退役する。
2009年9月18日に曳船に引かれジェノヴァ旧港（ポルト・アンティーコ）へ向かう。9月26日に到着しガラータ海の博物館（it:Galata - Museo del mare）の岸壁に係留される。最終的にはレオナルド・ダ・ヴィンチ記念国立科学技術博物館（it:Museo nazionale della scienza e della tecnologia Leonardo da Vinci）において2010年春ごろに一般公開展示の予定。